# Le journal d'une femme de chambre
Le journal d'une femme de chambre é um filme francês de 1964 dirigido por Luis Buñuel.